# ۶۹' شیرین
«۶۹' شیرین» (به انگلیسی: Sweet '69) ترانه‌ای از گروهٔ موسیقی پانک راک آمریکایی بیبز این توی‌لند می‌باشد که در سال ۱۹۹۵ منتشر گردید. این تک‌آهنگ در جدول رسمی تک‌آهنگ‌های بریتانیا به رتبهٔ ۱۷۳ دست یافت.